# Lâu đài Kyburg
Lâu đài Kyburg (tiếng Đức: Schloss Kyburg) là một lâu đài ở bang Zürich Thụy Sĩ, đây là một di sản Thụy Sĩ có ý nghĩa quốc gia.

## Lịch sử
Lâu đài đầu tiên có khả năng được xây dựng vào nửa sau của thế kỷ thứ 10 bởi bá tước Winterthur, tên Kyburg xuất hiện lần đầu tiên vào những năm 1230. Lâu đài đầu tiên đã bị phá hủy vào năm 1028 hoặc 1030 bởi hoàng đế Conrad II. Nó được xây dựng lại và nhanh chóng trở thành trung tâm của quận Kyburg, được thành lập vào năm 1053 như là một sở hữu của bá tước Dillingen. Năm 1079, trong Cuộc Tranh cãi việc bổ nhiệm giáo sĩ, lâu đài đã bị tấn công và phá hủy một phần bởi Abbot Ulrich II của St. Gall. Vào năm 1096, bá tước Dillingen gắn với bá tước Kyburg là một trong những danh hiệu của họ. Đến năm 1180, danh hiệu bá tước Kyburg nổi lên như một dòng của gia đình Dillingen.
Sau cái chết của người cuối cùng vào năm 1264, Rudolf I của Đức đã tuyên bố quyền thừa kế cho gia đình ông. Từ sự kiện này, lậu đài trở thành lâu đài hoàng gia khi Hoàng gia Regalia của Đế chế La Mã thần thánh chuyển về lâu đài từ năm 1273 đến 1322. Việc bổ sung các phần quan trọng trong diễn ra vào thế kỷ 13 và 14. Đây là một trong những khu phức hợp lâu đài thời trung cổ còn sót lại lớn nhất ở Thụy Sĩ, bao gồm một tòa nhà và cung điện có thêm các tòa nhà dân cư và kinh tế và một nhà nguyện, tất cả được kết nối bởi một bức tường thành bao quanh một sân lớn.
Vào năm 1424, thành phố Zürich đã mua quận và lâu đài trở thành trụ sở của sự tái cấu trúc. Lâu đài đổ nát đã được cải tạo đáng kể vào thời điểm này. Nhà nguyện có những bức bích họa gothic muộn đáng kể do Zürich ủy quyền. Lâu đài đã bị cướp bóc bởi người dân địa phương vào năm 1798, từ năm 1803 cho đến năm 1831 lâu đài được sử dụng làm cơ quan hành chính.
Năm 1831, lâu đài đã bị bán cho Franz Heinrich Hirzel của Winterthur, người dự định sử dụng nó làm mỏ đá. Để ngăn chặn sự phá hủy của nó, lâu đài đã được mua bởi bá tước Ba Lan lưu vong Alexander Sobansky (1799 - 1861) vào năm 1835, Sobansky đã ở trong lâu đài trong 30 năm tiếp theo. Năm 1917, bang Zurich đã mua lại lâu đài, kể từ năm 1999 lâu đài trở thành Bảo tàng Verein Schloss Kyburg. Ngày nay vào mỗi mùa hè, lễ hội âm nhạc thính phòng quốc tế Kyburgiade được tổ chức trong sân trong của lâu đài.